# KazEOSat-1
KazEOSat-1 (auch DZZ-HR) ist ein kasachischer Erdbeobachtungssatellit.
Er wurde am 29. April 2014 um 1:35:15 Uhr UTC mit einer Vega-Trägerrakete vom Centre Spatial Guyanais in eine sonnensynchrone Umlaufbahn gebracht und 55 Minuten und 29 Sekunden nach dem Start von der Rakete getrennt.
Der dreiachsenstabilisierte Satellit ist mit hochauflösenden Kameras mit einem Meter Auflösung sowie 20 km Schwadbreite ausgerüstet und soll Bilder zur Kartierung, der Überwachung von natürlichen und landwirtschaftlichen Ressourcen und der Unterstützung für Such- und Rettungsoperationen bei Naturkatastrophen liefern. Er wurde von Airbus Defence and Space auf Basis des Astrobus-Satellitenbus gebaut und besitzt eine geplante Lebensdauer von 7,25 Jahren.